# Jan Małachowski
Jan Małachowski (* 1623 in Bukowa Góra, Polen-Litauen; † 20. August 1699 in Krakau, Polen-Litauen) war ein polnischer Geistlicher.

## Leben
Małachowski stammte aus der renommierten Adelsfamilie Małachowski des Nałęcz-Wappens. Sein Urgroßvater Mikołaj Małachowski (1519–1575) gründete den Adelszweig Małachowski. Sein Neffe war Stanisław Małachowski, Woiwode von Posen.
Er studierte Jura an der Krakauer Akademie. 1651 nahm er an der Schlacht bei Berestetschko teil unter Stanisław Rewera Potocki. Er war verheiratet, begann aber nach dem Tod seiner Frau ein Studium der Theologie und trat dem Klerus bei. Vor 1655 wurde er zum Priester geweiht und war danach bis 1657 Kaplan von König Johann II. Kasimir.
Er wurde 1666 Referendar der Krone und 1660 Kanoniker von Krakau. Im Auftrag von Johann II. Kasimir befand er sich auf diplomatischer Mission in Frankreich und Brandenburg. Er verwaltete den Nachlass von Königin Louisa Maria Gonzaga, der Frau von Johann Kasimir, und war auch ihr Testamentsvollstrecker. Nach der Abdankung von Johann II. Kasimir im Jahr 1668 unterstützte er die Kandidatur des französischen Prinzen Louis II. de Bourbon, prince de Condé für die polnische Krone. Er nahm an der Wahl 1674 von Johann III. Sobieski teil, dessen Pacta Conventa er unterzeichnete.
Von 22. Juni 1676 bis 12. Mai 1681 war er Bischof von Kulm. Bonawentura Dobrogost Madaliński Bischof von Płock, weihte ihn am 4. Februar 1677 zum Bischof. Mitkonsekratoren waren Tomasz Wieyski, Bischof von Kyiv und Chernihiv, und Stanislaw Całowański, Weihbischof in Płock. 1678 wurde er war Vizekanzler der Krone. Am 12. Mai 1581 wurde er zum Bischof von Krakau ernannt und am 27. September 1681 in der Wawel-Kathedrale in sein Amt eingeführt.
Als Bischof von Krakau reformierte er das Priesterseminar und unterstellte es den Missionaren des hl. Vinzenz von Paul. 1682 holte er die Kongregation mit französischen Wurzeln aus Warschau nach Krakau, ließ sie in Stradom nieder und übertrug ihr die Verwaltung einiger Dörfer auf dem umliegenden Kirchengelände. Er holte auch die Schwestern Mariä Heimsuchung aus Frankreich nach Krakau, für die er zwischen 1682 und 1695 eine Kirche und ein Kloster gründete. Aus eigenen Mitteln reparierte er die Krakauer Verteidigungsanlagen. 1690 leitete er die Seligsprechung von Kinga von Polen. Anschließend nahm er an der Wahl von August dem Starken teil.
Von Małachowski ist bekannt, dass er große Wandteppiche sammelte, von denen er einige der Kathedrale in Krakau schenkte.
Małachowski wurde in der Krypta unter der Kathedrale in Krakau begraben, mit Ausnahme seines Herzens, das in der Kirche Mariä Heimsuchung in Krakau begraben ist.